# EPrix de Londres de 2016
O ePrix de Londres de 2016 foi uma etapa dupla válida como a última etapa da temporada de 2015–16 da Fórmula E.

## Primeira corrida
A primeira corrida ocorreu em 2 de julho de 2016 e teve como vencedor Nicolas Prost. Essa corrida também marcou a primeira dobradinha Prost-Senna em 23 anos.

### Treino Classificatório[2]
O grid de largada da Fórmula E é definido em 5 partes, sendo a última a SuperPole, na qual são definidas as cinco primeiras posições.
| Pos. | Piloto                 | Equipe                    | Tempo    |
| ---- | ---------------------- | ------------------------- | -------- |
| 1    | Nicolas Prost          | Renault e.dams            | 1:27.192 |
| 2    | Bruno Senna            | Mahindra Racing           | 1:27.758 |
| 3    | Oliver Turvey          | NEXTEV TCR                | 1:28.284 |
| 4    | Robin Frijns           | Amlin Andretti            | 1:29.500 |
| 5    | Jean-Éric Vergne       | DS Virgin Racing          | 1:26.799 |
| 6    | Daniel Abt             | ABT Schaeffler Audi Sport | 1:29.814 |
| 7    | Sam Bird               | DS Virgin Racing          | 1:30.453 |
| 8    | Nick Heidfeld          | Mahindra Racing           | 1:32.367 |
| 9    | Loïc Duval             | Dragon Racing             | 1:35.315 |
| 10   | Lucas Di Grassi        | ABT Schaeffler Audi Sport | 1:35.711 |
| 11   | Jérôme d'Ambrosio      | Dragon Racing             | 1:35.727 |
| 12   | Sébastien Buemi        | Renault e.dams            | 1:36.771 |
| 13   | Mike Conway            | Venturi                   | 1:37.562 |
| 14   | António Félix da Costa | Team Aguri                | 1:38.501 |
| 15   | Stéphane Sarrazin*     | Venturi                   | 1:33.660 |
| 16   | Ma Qing Hua**          | Team Aguri                | 1:36.748 |
| 17   | Nelson Piquet Jr.      | NEXTEV TCR                | 1:38.922 |
| 18   | Simona De Silvestro    | Amlin Andretti            | 1:50.455 |

*Stéphane Sarrazin foi punido com seis posições
**Ma Qing Hua recebeu uma punição de três posições

### Corrida[3]
| Pos. | Piloto                 | Equipe                    | Voltas | Tempo      | Grid | Ptos. |
| ---- | ---------------------- | ------------------------- | ------ | ---------- | ---- | ----- |
| 1    | Nicolas Prost          | Renault e.dams            | 33     | 33 voltas  | 1    | 281   |
| 2    | Bruno Senna            | Mahindra Racing           | 33     | +5.244     | 2    | 18    |
| 3    | Jean-Éric Vergne       | DS Virgin Racing          | 33     | +8.195     | 5    | 15    |
| 4    | Lucas Di Grassi        | ABT Schaeffler Audi Sport | 33     | +8.914     | 10   | 12    |
| 5    | Sébastien Buemi        | Renault e.dams            | 33     | +10.052    | 12   | 10    |
| 6    | António Félix da Costa | Team Aguri                | 33     | +10.908    | 14   | 8     |
| 7    | Sam Bird               | DS Virgin Racing          | 33     | +10.986    | 7    | 6     |
| 8    | Nick Heidfeld          | Mahindra Racing           | 33     | +11.264    | 8    | 4     |
| 9    | Jerome d'Ambrosio      | Dragon Racing             | 33     | +12.106    | 11   | 2     |
| 10   | Mike Conway            | Venturi                   | 33     | +12.456    | 13   | 1     |
| 11   | Simona De Silvestro    | Amlin Andretti            | 33     | +13.079    | 18   |       |
| 12   | Stéphane Sarrazin      | Venturi                   | 33     | +15.918    | 15   |       |
| 13   | Ma Qing Hua            | Team Aguri                | 33     | +38.400    | 16   |       |
| 14   | Nelson Piquet Jr.      | NEXTEV TCR                | 33     | +52.028    | 17   | 2     |
| Ret  | Oliver Turvey          | NEXTEV TCR                | 30     | +3 voltas  | 3    |       |
| Ret  | Loïc Duval             | Dragon Racing             | 23     | +10 voltas | 9    |       |
| Ret  | Robin Frijns           | Amlin Andretti            | 19     | +14 voltas | 4    |       |
| Ret  | Daniel Abt             | ABT Schaeffler Audi Sport | 19     | +14 voltas | 6    |       |

Ret = Não completou a prova
- ↑1 Ganhou três pontos pois fez a Pole Position
- ↑2 Ganhou dois pontos pois fez a volta mais rápida da corrida

### Classificação do campeonato após a primeira corrida
Apenas as cinco primeiras posições estão representadas.
| Pos | Piloto            | Pontos | Var |
| --- | ----------------- | ------ | --- |
| 1   | Lucas Di Grassi   | 153    | 0   |
| 2   | Sébastien Buemi   | 150    | 0   |
| 3   | Nicolas Prost     | 90     | 2   |
| 4   | Sam Bird          | 88     | 1   |
| 5   | Jérôme d'Ambrosio | 68     | 1   |

| Pos | Construtor                | Pontos | Var |
| --- | ------------------------- | ------ | --- |
| 1   | Renault e.dams            | 240    | 0   |
| 2   | ABT Schaeffler Audi Sport | 203    | 0   |
| 3   | DS Virgin Racing          | 140    | 0   |
| 4   | Dragon Racing             | 116    | 0   |
| 5   | Mahindra Racing           | 91     | 0   |

## Segunda corrida
A segunda corrida definiu o campeonato e foi uma das mais emocionantes da temporada. No treino classificatório o piloto da Renault e.dams Sébastien Buemi fez a Pole Position e empatou a disputa pelo título. Logo no começo da corrida em uma manobra polêmica o piloto do Brasil Lucas di Grassi bateu na traseira de Sébastien Buemi, que estava disputando o título com o brasileiro. O título acabou por ser definido pela volta mais rápida da corrida, a qual deu dois pontos e o título a Sébastien Buemi.

### Treino Classificatório[5]
O grid de largada da Fórmula E é definido em 5 partes, sendo a última a SuperPole, na qual são definidas as cinco primeiras posições.
| Pos. | Piloto                 | Equipe                    | Tempo    |
| ---- | ---------------------- | ------------------------- | -------- |
| 1    | Sébastien Buemi        | Renault e.dams            | 1:22.033 |
| 2    | Nicolas Prost          | Renault e.dams            | 1:22.948 |
| 3    | Lucas Di Grassi        | ABT Schaeffler Audi Sport | 1:22.975 |
| 4    | Oliver Turvey          | NEXTEV TCR                | 1:23.685 |
| 5    | Nick Heidfeld          | Mahindra Racing           | 1:24.827 |
| 6    | Daniel Abt             | ABT Schaeffler Audi Sport | 1:23.494 |
| 7    | Jean-Éric Vergne       | DS Virgin Racing          | 1:23.783 |
| 8    | Sam Bird               | DS Virgin Racing          | 1:23.930 |
| 9    | Nelson Piquet Jr.      | NEXTEV TCR                | 1:23.937 |
| 10   | Loïc Duval             | Dragon Racing             | 1:23.938 |
| 11   | Jérôme d'Ambrosio      | Dragon Racing             | 1:23.952 |
| 12   | Mike Conway            | Venturi                   | 1:24.054 |
| 13   | Bruno Senna            | Mahindra Racing           | 1:24.171 |
| 14   | António Félix da Costa | Team Aguri                | 1:24.273 |
| 15   | Stéphane Sarrazin      | Venturi                   | 1:24.311 |
| 16   | Robin Frijns           | Amlin Andretti            | 1:24.655 |
| 17   | Simona De Silvestro    | Amlin Andretti            | 1:24.823 |
| 18   | Ma Qing Hua            | Team Aguri                | 1:26.259 |

### Corrida[6]
| Pos. | Piloto                 | Equipe                    | Voltas | Tempo      | Ptos. |
| ---- | ---------------------- | ------------------------- | ------ | ---------- | ----- |
| 1    | Nicolas Prost          | Renault e.dams            | 33     | 33 voltas  | 28    |
| 2    | Daniel Abt             | ABT Schaeffler Audi Sport | 33     | +7.633     | 18    |
| 3    | Jérôme d'Ambrosio      | Dragon Racing             | 33     | +22.524    | 15    |
| 4    | Loïc Duval             | Dragon Racing             | 33     | +23.290    | 12    |
| 5    | Stéphane Sarrazin      | Venturi                   | 33     | +24.984    | 10    |
| 6    | Bruno Senna            | Mahindra Racing           | 33     | +27.174    | 8     |
| 7    | Jean-Éric Vergne       | DS Virgin Racing          | 33     | +1:07.002  | 6     |
| 8    | Nick Heidfeld          | Mahindra Racing           | 33     | +1:07.544  | 4     |
| 9    | António Félix da Costa | Team Aguri                | 33     | +1:08.324  | 2     |
| 10   | Nelson Piquet Jr.      | NEXTEV TCR                | 33     | +1:14.270  | 1     |
| 11   | Oliver Turvey          | NEXTEV TCR                | 33     | +1:22.216  |       |
| 12   | Ma Qing Hua            | Team Aguri                | 32     | +1 volta   |       |
| 13   | Mike Conway            | Venturi                   | 32     | +1 volta   |       |
| 14   | Lucas Di Grassi        | ABT Schaeffler Audi Sport | 18     | +15 voltas |       |
| 15   | Sébastien Buemi        | Renault e.dams            | 16     | +17 voltas | 51    |
| Ret  | Robin Frijns           | Amlin Andretti            | 11     | +22 voltas |       |
| Ret  | Simona De Silvestro    | Amlin Andretti            | 9      | +24 voltas |       |
| Ret  | Sam Bird               | DS Virgin Racing          | 6      | +27 voltas |       |

Ret = Não completou a prova
- ↑1 Ganhou cinco pontos pois fez a Pole Position e a volta mais rápida

### Classificação final do campeonato após a corrida[7]
Apenas as cinco primeiras posições estão representadas.
| Pos | Piloto            | Pontos | Var |
| --- | ----------------- | ------ | --- |
| 1   | Sébastien Buemi   | 155    | 1   |
| 2   | Lucas Di Grassi   | 153    | 1   |
| 3   | Nicolas Prost     | 115    | 0   |
| 4   | Sam Bird          | 88     | 0   |
| 5   | Jérôme d'Ambrosio | 81     | 0   |

| Pos | Construtor                | Pontos | Var |
| --- | ------------------------- | ------ | --- |
| 1   | Renault e.dams            | 270    | 0   |
| 2   | ABT Schaeffler Audi Sport | 221    | 0   |
| 3   | DS Virgin Racing          | 146    | 0   |
| 4   | Dragon Racing             | 143    | 0   |
| 5   | Mahindra Racing           | 103    | 0   |